# Diepreitsche Waterloop

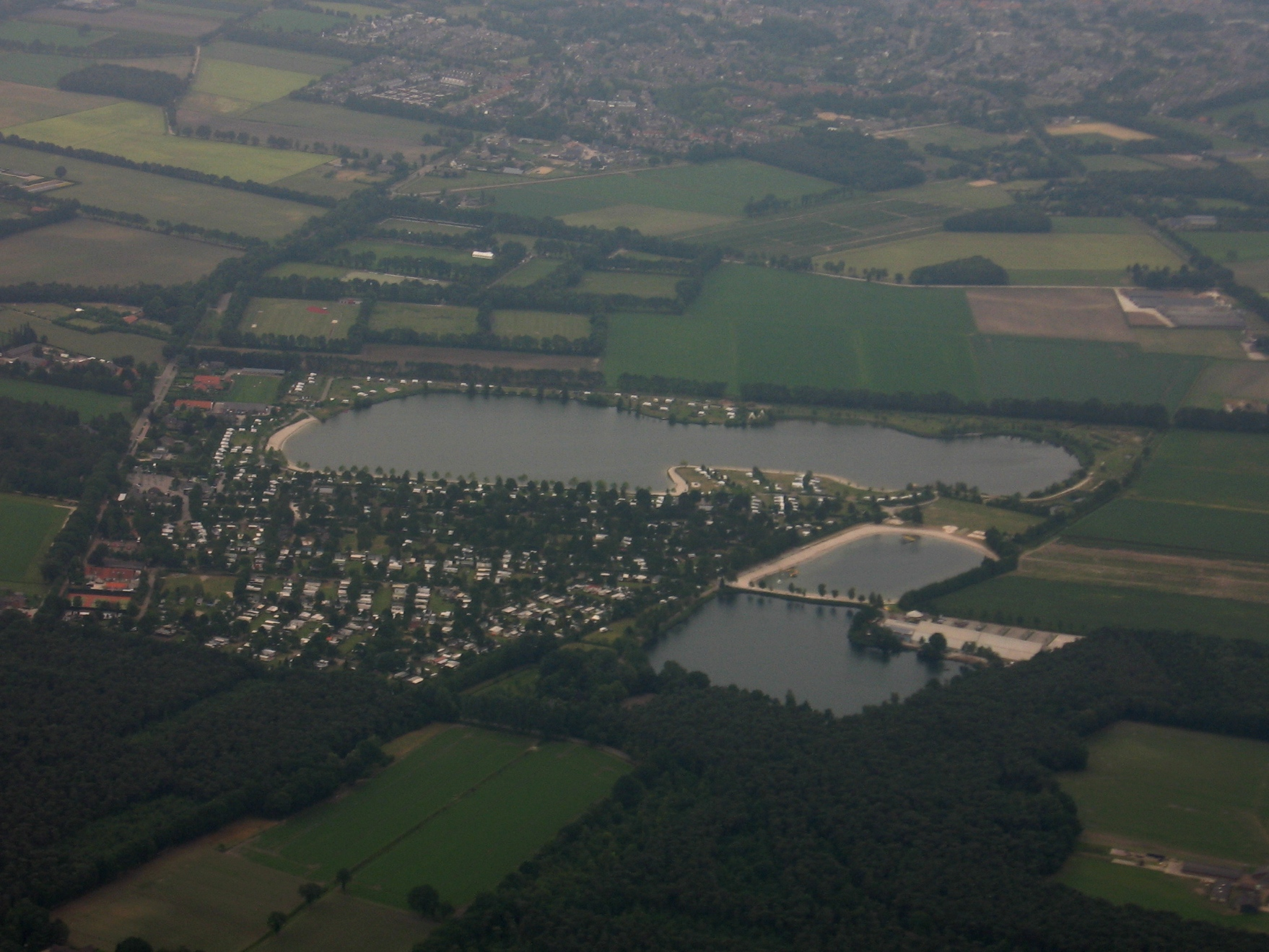
Ter Spegelt vanuit de lucht gezien

De Diepreitsche Waterloop is een kleine beek ten zuidwesten van de plaats Eersel in de Nederlandse provincie Noord-Brabant. Zij stroomt langs het recreatiecentrum Ter Spegelt en mondt bij het gehucht Stokkelen uit in een ander beekje, de Aa geheten, om aldus de Run te vormen.
Het brongebied van de beek ligt direct ten zuidwesten van Ter Spegelt. Het heet de Vale Velden en hier worden nog restanten van voedselarm broekbos aangetroffen. 